# Greig Nori
Greig Nori (Sault Sainte Marie, 21 novembre 1962) è un produttore discografico, chitarrista e cantante canadese.
È conosciuto soprattutto per essere stato il frontman, cantante e chitarrista dei Treble Charger, fino al febbraio 2006, anno dell'uscita dal gruppo.

## Biografia
Alla fine degli anni novanta ha iniziato a lavorare come produttore con i Sum 41. Fino al 2004 è stato il produttore per il Canada e manager della band. È stato a lungo il mentore musicale per Deryck Whibley, che lo ha coinvolto nella composizione di molte canzoni, specialmente per l'album All Killer No Filler. In questo disco ha suonato la chitarra nelle tracce Handle This e Pain For Pleasure ed ha provveduto alla voce di sottofondo in Motivation e In Too Deep. All'inizio del 2005 Greig è stato licenziato, e da allora egli non è più né manager né produttore del gruppo. Nel 2024 Deryck Whibley, frontman dei Sum 41, ha dichiarato nella sua autobiografia Walking Disaster di aver subito molestie sessuali da Greig Nori negli anni in cui lo stesso era manager e produttore del gruppo: Nori lo avrebbe afferrato e baciato, e quando Whibley avrebbe rifiutato le sue avance, Nori avrebbe iniziato a diventare psicologicamente e verbalmente aggressivo nei suoi confronti, sino alla fine della loro collaborazione lavorativa nel 2005, quando lo stesso Whibley ha spinto gli altri componenti del gruppo a licenziarlo. Nori ha pubblicamente negato le accuse.
Nori è uno dei capi della Bunk Rock Music, una compagnia di management per artisti canadese. È manager per band come i Broken Social Scene, i Gob, i Surplus Sons (precedentemente conosciuti come No Warning). Greig ha inoltre prodotto album per Iggy Pop e Autopilot Off. È attualmente sotto contratto come produttore per la Nettwerk.
Dalla creazione della Bunk Rock Music, Greig è stato in rapporti stretti con la Sony BMG Music Entertainment e la EMI in Canada, molte delle band di cui è manager sono infatti sotto contratto con una di queste major.

## Discografia

### Treble Charger
Arrangiamenti, testi, voce e chitarra in tutti gli album
- Nc17 (1994)
- Self=Title (1995)
- Maybe It's Me (1997)
- Wide Awake Bored (2001)
- Detox (2002)

### Sum 41
- Half Hour of Power (1999/2000), testi, arrangiamenti
- All Killer No Filler (2001), arrangiamenti, testi, voce e chitarra
- Does This Look Infected? (2002), produttore, testi
- Chuck (2004), produttore, testi

### Altri
- Autopilot Off - Autopilot Off (2002), produttore
- No Warning - Ill Blood (2002), produttore, manager
- Iggy Pop - Skull Ring (2003), produttore
- No Warning - Suffer, Survive (2004), produttore, manager
- Autopilot Off - Make A Sound (2004), produttore, testi
- Ludacris - The Red Light District (2004), produttore
- Cauterize - Disguises (2007), produttore